# Fonelas
Fonelas ist eine Gemeinde in der Provinz Granada im Südosten Spaniens mit 964 Einwohnern (Stand: 2024). Die Gemeinde liegt in der Comarca Guadix. 

## Geografie
Die Gemeinde liegt im Zentrum der Provinz und grenzt an Benalúa, Guadix, Huélago, Pedro Martínez, Purullena und Villanueva de las Torres. 

## Geschichte
In der Gemeinde wurden bedeutende Funde aus der Jungsteinzeit und aus der Zeit der Iberer gemacht. In der Römerzeit war der Ort ein Weinbaugebiet oder sogar eine eigene römische Ansiedlung. In der Zeit von Al-Andalus war es ein umkämpftes Grenzgebiet zwischen Christen und Muslimen. Nach der Eroberung durch die Katholischen Könige kam sie unter die Kontrolle verschiedener Feudalherren, bis sie im 19. Jahrhundert eine eigene Gemeinde wurde.

## Sehenswürdigkeiten
- Nekropole von Fonelas